# Индипендънс (град, Орегон)
Вижте пояснителната страница за други населени места с името Индипендънс.
Индипендънс (на английски: Independence) е град в окръг Полк, щата Орегон, САЩ. Индипендънс е с население от 6035 жители (2000) и обща площ от 6,3 km². Намира се на 51,2 m надморска височина. ЗИП кодът му е 97351, а телефонният му код е 503.